# Rani Vincke
Rani Vincke (1 maart 2000) is een Belgische atlete, die gespecialiseerd is in de sprint. Zij nam eenmaal deel aan de Olympische Spelen.

## Loopbaan
Vincke deed eerst aan turnen, maar stapte op 13-jarige leeftijd over naar de atletiek. Ze nam in 2019 op de 4 × 100 m estafette deel aan de Europese kampioenschappen U20. Ze werd met de Belgische ploeg gediskwalificeerd in de reeksen. Twee jaar later werd ze ook op de Europese kampioenschappen U23 gediskwalificeerd in de reeksen.
In 2022 werd ze op de Belgische kampioenschappen derde op de 100 m. Ze werd op de 4 × 100 m geselecteerd voor de Europese kampioenschappen in München. Daar behaalde ze met de Belgische ploeg een zesde plaats in de finale.
Club
Vincke begon haar carrière bij Hermes Oostende, maar stapte over naar Houtland Atletiekclub. Sinds 2023 komt ze uit voor Koninklijke Atletiekassociatie Gent.

## Persoonlijke records
Outdoor
| Onderdeel | Prestatie | Wind     | Datum           | Plaats  |
| --------- | --------- | -------- | --------------- | ------- |
| 100 m     | 11,28 s   | +1,6 m/s | 2 augustus 2025 | Brussel |
| 200 m     | 23,41 s   | +0,0 m/s | 20 juli 2024    | Ninove  |

Indoor
| Onderdeel | Prestatie | Datum            | Plaats |
| --------- | --------- | ---------------- | ------ |
| 60 m      | 7,28 s    | 23 februari 2025 | Gent   |
| 200 m     | 23,96 s   | 24 februari 2023 | Gent   |

## Palmares

### 60 m
- 2020:  BK indoor AC – 7,51 s
- 2022:  BK indoor AC – 7,48 s
- 2023:  BK indoor AC – 7,40 s
- 2024:  BK indoor AC – 7,43 s
- 2025:  BK indoor AC - 7,28 s

### 100 m
- 2022:  BK AC – 11,54 s
- 2025:  BK AC – 11,28 s

Diamond League-resultaten
- 2025: 6e Athletissima (F1 nat.) - 11,63 s (-0,3 m/s)

### 4 × 100 m
- 2019: DQ in reeks EK U20 in Borås
- 2021: DQ in reeks EK U23 in Tallinn
- 2022: 6e EK in München – 43,98 s
- 2024: 6e EK in Rome – 43,48 s
- 2024: DQ in reeks OS in Parijs

Diamond League-resultaten
- 2025: 8e Athletissima - 44,74 s